# Mausoléu Líbico-Púnico de Duga
O Mausoléu Líbico-Púnico de Duga (Mausoléu de Atban) é um antigo mausoléu localizado em Duga, na Tunísia. É um dos três exemplos da arquitetura real da Numídia, que está em bom estado de conservação e data do século II AEC.
Como parte do sítio de Duga, o mausoléu é listado pela UNESCO como Patrimônio da Humanidade. Em 17 de janeiro de 2012, o governo da Tunísia propôs que fosse incluída em uma classificação futura dos mausoléus reais da Numídia e Mauretânia e outros monumentos funerários pré-islâmicos.

## História

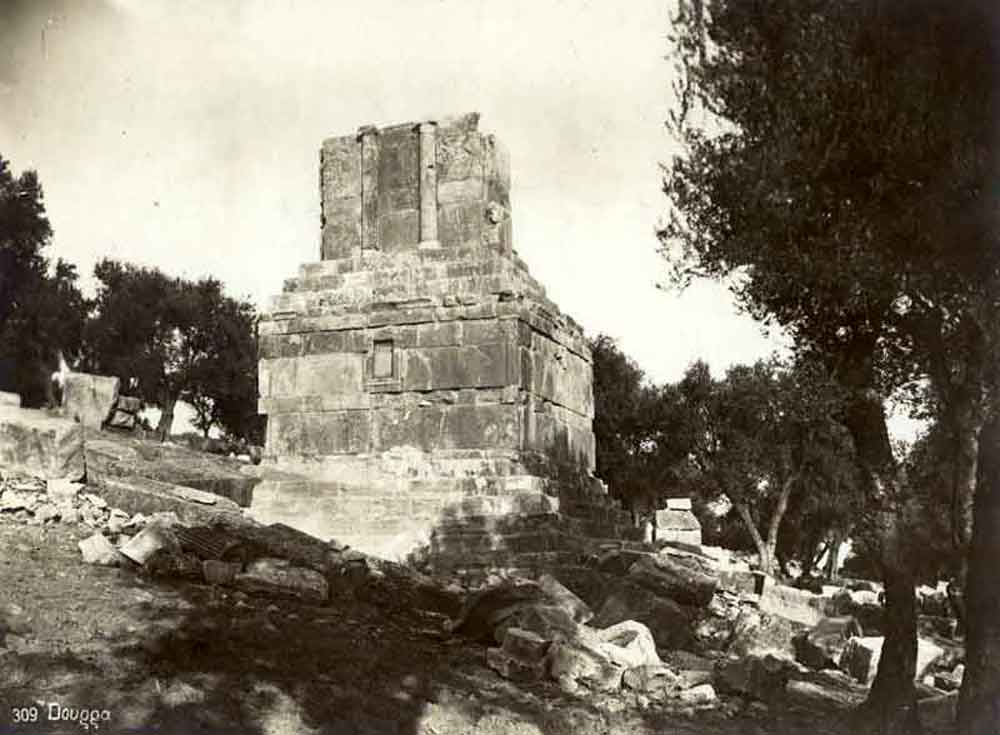
Mausoléu de Líbico-Púnico antes de sua renovação

Os primeiros ocidentais a visitar o local de Duga chegaram no século XVII, tornando-se mais frequentes ao longo do século XIX. O mausoléu foi descrito por vários desses turistas e foi objeto de estudos arquitetônicos iniciais no final do período.
Em 1842, o cônsul britânico em Tunes, Thomas Reade, danificou seriamente o monumento no processo de remoção da inscrição real que o decorava. O estado atual do monumento é o resultado de uma reconstrução das peças espalhadas pela área circundante, realizada com o apoio da Tunísia pelo arqueólogo francês Louis Poinssot entre 1908 e 1910.

## Descrição
O mausoléu de 21 metros de altura é dividido em três níveis, no topo de um pedestal de cinco degraus.
Na face norte do pódio, o primeiro dos três níveis, uma abertura coberta por uma laje leva à câmara funerária. Os outros rostos do mausoléu estão decorados com aberturas falsas, os cantos com pilastras eólicas.
O segundo nível do sepulcro consiste em uma colunata na forma de um santuário (naiskos). As colunas envolvidas em cada lado são da ordem iônica. O terceiro e último nível é o mais ricamente decorado: além das pilastras nos cantos semelhantes às do primeiro nível, ele é coberto por uma pirâmide. Elementos esculturais sobreviveram: os grifos estão empoleirados nos cantos e uma quadriga em um dos rostos do nível superior.

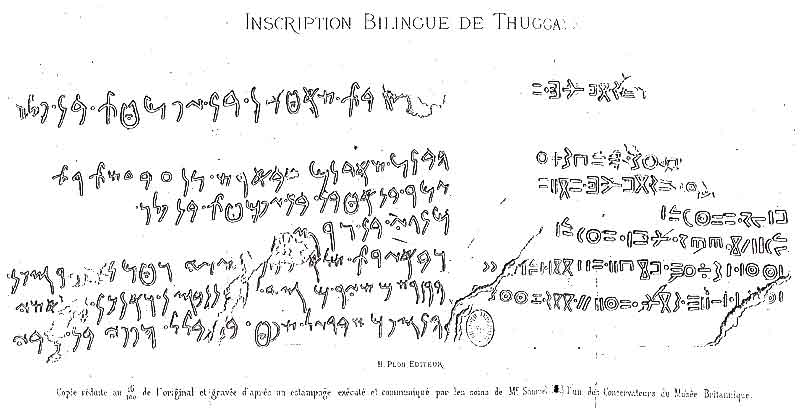
A Inscrição Púnica-Líbia bilíngue de Duga

## Inscrição púnica e líbia bilíngue
O Numidiano bilíngue e a Inscrição Púnico-Líbia agora no Museu Britânico permitiu a decifração do alfabeto Numidiano:

## Interpretação
O Mausoléu Líbico-Púnico tem estado frequentemente ligado aos monumentos funerários da Ásia Menor e às necrópoles de Alexandria dos séculos III e II AEC.
Por causa da inscrição, o túmulo é considerado dedicado a Atban, filho de Iepmatah, filho de Palu. Foi recentemente determinado que a inscrição, localizada ao lado de uma das portas falsas do pódio, não era única. Outra inscrição, irremediavelmente danificada, teria enumerado o titular do ocupante do túmulo.
De acordo com estudos recentes, os nomes mencionados na inscrição sobrevivente são apenas os construtores do monumento: o arquiteto e os vários artesãos chefe. O monumento teria sido construído pelos cidadãos da cidade para um príncipe da Numídia. Acredita-se que possivelmente tenha sido um túmulo ou cenotáfio destinado a Massinissa. · 